# Eriq La Salle
Eriq La Salle, född 23 juli 1962 i Hartford, Connecticut, är en amerikansk skådespelare, regissör, författare och producent. Han är mest känd för sin framställning av Dr. Peter Benton under de första åtta säsongerna av Cityakuten. Han har även varit med i filmer som En prins i New York (1988) och One Hour Photo (2002).

## Filmografi i urval
- 1988 – En prins i New York
- 1990 – Jacobs inferno
- 1994–2009 – Cityakuten (TV-serie) (171 avsnitt)
- 1994 – Color of Night
- 2002 – One Hour Photo
- 2017 – Logan – The Wolverine